# Taihorina geisha
Taihorina geisha is een halfvleugelig insect uit de familie Machaerotidae. De wetenschappelijke naam van deze soort is voor het eerst geldig gepubliceerd in 1915 door Schumacher.